# Torre Suchet
La torre Suchet es una torre fortificada que, junto al Castillo de Montjuïc, forma parte de la antigua estructura defensiva de la ciudad de Gerona, España. Construida en 1812, figura en el registro del Inventario del Patrimonio Arquitectónico de Cataluña.

## Arquitectura
Se ubica en la ladera de Montjuïc sobre el valle de San Daniel, fuera del recinto del castillo. De planta cuadrada y dos pisos de altura, la parte superior está parcialmente destruida y no conserva techumbre. Cuenta con troneras a tres niveles.

## Historia

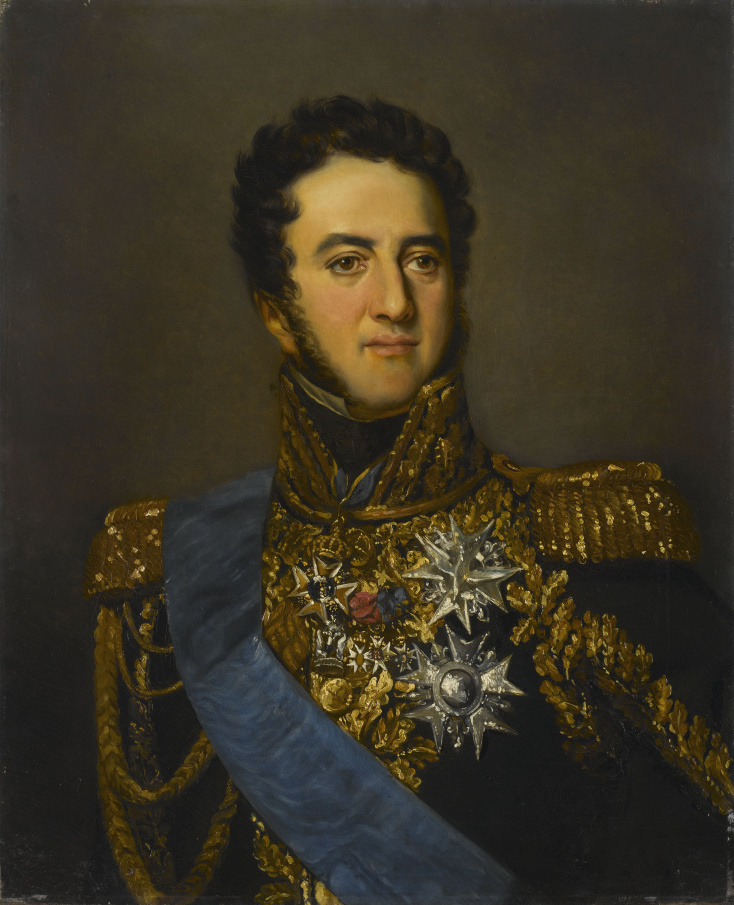
El mariscal Suchet.

El castillo de Montjuïc fue construido en 1653. Originalmente el bastión contaba con cuatro torres defensivas periféricas, llamadas de San Juan, de San Daniel, de San Narciso y de San Luis. 
La fortaleza tuvo un papel especialmente destacado en la defensa de la ciudad durante el sitio de Gerona de la Guerra de la Independencia Española (1807-1814). En 1809 el castillo fue capturado por el Ejército Imperial Francés, iniciando una ocupación de cuatro años.
En 1812 el mariscal Louis Gabriel Suchet ordenó la construcción de una nueva torre defensiva, junto al lugar donde antes estaba la torre de San Juan, destruida accidentalmente en 1809 al estallar la pólvora que almacenaba. La torre de Suchet fue la única que los franceses no volaron cuando se retiraron de la ciudad.
En 1843 la torre Suchet resultó dañada en el bombardeo ordenado por Juan Prim para reprimir la revuelta de la Jamancia en Gerona, dejándola en su estado actual.